# Mount Yasur
Mount Yasur – jeden z najbardziej aktywnych wulkanόw na świecie, położony w południowo-wschodniej części wyspy Tanna, w archipelagu Nowych Hebrydów, w Vanuatu. Wznosi się na wysokość 361 m n.p.m., w wyniku czego nazywany jest najprzystępniejszym aktywnym wulkanem na świecie. Erupcje strombolijskie i wulkaniczne (od włoskiego Vulcano) towarzyszą mu niemal bez przerwy od momentu zaobserwowania wybuchu w 1774 roku przez kapitana Jamesa Cooka. Stratowulkan ten posiada niewysoki piroklastyczny stożek z prawie okrągłym, szerokim na 400 metrów kraterem. Jest aktywny od wiekόw, wybucha często kilka razy w ciągu godziny, jego erupcje są zazwyczaj bezpieczne do bliskiej obserwacji. Od stycznia 2010 roku aktywność Mount Yasur wzrasta, wulkan wyrzuca z krateru bomby wulkaniczne opadające na szlaki turystyczne stanowiąc zagrożenie dla ludzi.